# Sarah Drew
Sarah White Drew (sinh ngày 1 tháng 10 năm 1980) là một nữ diễn viên và đạo diễn người Mỹ.